# 杨艾登

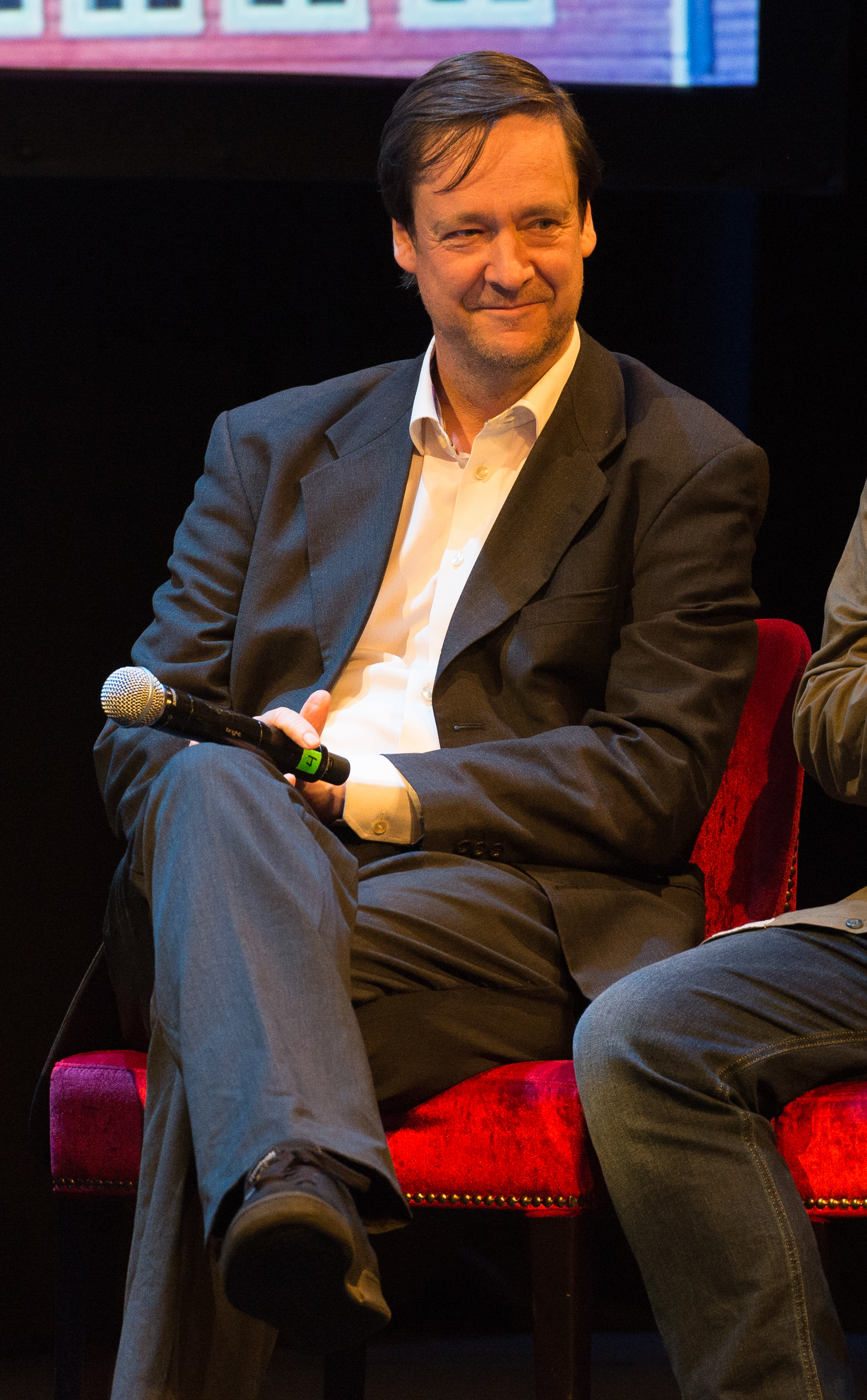

杨艾登 （挪威文：John Christian Elden，1967年—），出生于奥斯陆，是挪威律师、挪威最高法院律师、保守党政治家以及挪威国会副代表。其父亲約翰·艾登（John Elden）和爷爷公德生（Oscar Christian Gundersen）都是律师，杨艾登的爷爷曾经担任多年挪威司法部长。